# Aratinga jandaia
L'aratinga jandaia (Aratinga jandaya) és una espècie d'ocell de la família dels psitàcids que habita els boscos i palmerars del nord-est del Brasil.